# Бухарська область
Буха́рська о́бласть (узб. Buxoro viloyati) — адміністративно-територіальна одиниця на заході Узбекистану. Утворена 15 січня 1938 року. Площа 40,32 тисяч км². Населення 1437,7 тис. мешканців (1996). Адміністративний центр — місто Бухара.
Межує на північному заході з Хорезмською, на півночі і сході — з Навоїйською, на південному сході — з Кашкадар'їнською областями Узбекистану, на заході і південному заході — з Туркменістаном (Лебапський вілоят).

## Географія
Переважна частина території розташована на півдні пустелі Кизилкум з закріпленими рослинністю грядовими і бугристими пісками та з окремими височинами (Кульджуктау, висота до 785 м).
Клімат різко континентальний, посушливий. Середні температури січня — −5 °C, липня 29 °C. Опадів близько 150 мм на рік.
Головні річки — Зеравшан і Амудар'я. Озера — Тудакуль, Денгизкуль та інші. Водосховища — Куюмазарське, Тудакульське і Шоркульське.
Ґрунти алювіальні, лукові, болотні. Поширені чагарники, ефемери і ефемероїди. В області — Кизилкумський заповідник.

## Економіка
Видобуток природного газу (великі родовища — Газлі та інші); газопроводи на Урал, в Центр, через Ташкент в Киргизстан і на південь Казахстану, нафти.
Легка (бавовноочисна, бавовняно-паперова, шовкомотальна та інші) і харчова промисловості. Основний промисловий центр — Бухара.
Землеробство поливне (Аму-Бухарський канал та інші). Головні галузі сільського господарства: бавовництво, каракульництво, шовківництво. Розвинені плодівництво, баштанство, виноградарство.

## Адміністративний поділ
Станом на 1 січня 2011 року область поділена на 11 районів і 2 міста обласного підпорядкування.

### Райони

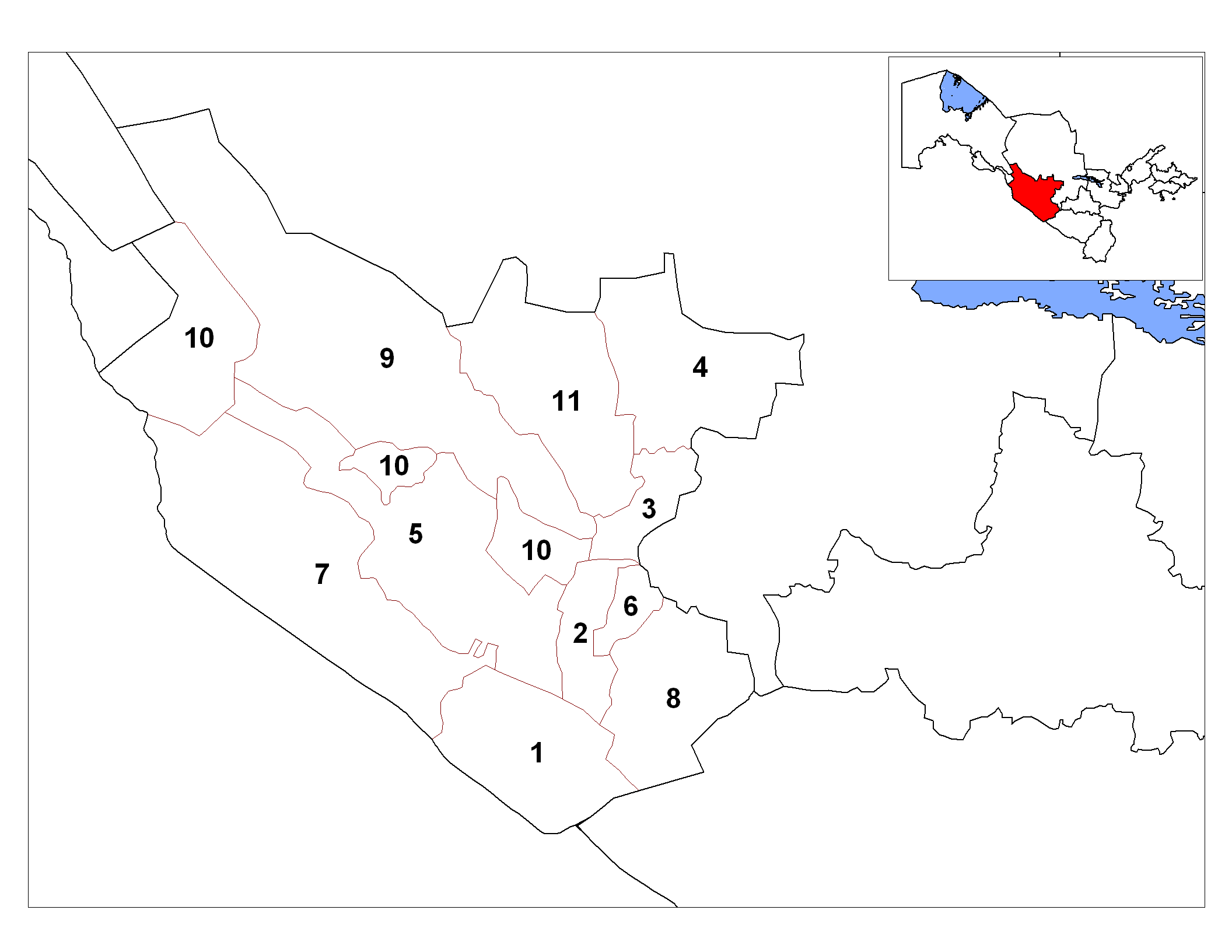
Райони Бухарської області

| № п/п | Район            | Центр                   |
| ----- | ---------------- | ----------------------- |
| 1     | Алатський        | місто Алат              |
| 2     | Бухарський       | місто Ґалаасія          |
| 3     | Вабкентський     | місто Вабкент           |
| 4     | Гіждуванський    | місто Гіждуван          |
| 5     | Джандарський     | міське селище Жондор    |
| 6     | Каганський       | місто Каган             |
| 7     | Каракульський    | місто Каракуль          |
| 8     | Караулбазарський | місто Караулбазар       |
| 9     | Пешкунський      | міське селище Янгібазар |
| 10    | Ромітанський     | місто Ромітан           |
| 11    | Шафірканський    | місто Шафіркан          |

### Міста обласного підпорядкування
- Бухара
- Каган.

## Населені пункти
Станом на 1 січня 2011 року в області налічувалося 11 міст, 62 міських селища і 120 сільських сходів громадян.

### Міста
- Алат
- Бухара
- Вабкент
- Гіждуван
- Ґазлі
- Ґалаасія
- Каган
- Каракуль
- Караулбазар
- Ромітан
- Шафіркан

## Керівництво Бухарської області

### Голови облвиконкому
1. Ашуров Умаржон Касимович (1939 — 1940)
2. Назаров Сагдулла (1940 — 194.6)
3. Махмудов Хамро (1950 — 1952)
4. Таїров Абдулхай (1952 — вересень 1952)
5. Махмудов Насир (1955 — 1956)
6. Ніязметов Ірискул (1957 — 1960)
7. Матчанов Назар Маткарімович (1961)
8. Ташкулов Сергій Олександрович (1961 — 1963)
9. Базаров Нешан (1963 — 1971)
10. Хайруллаєв Шаріф Камалович (1971 — 1976)
11. Асатов Убайд (1976 — квітень 1982)
12. Ельбаєв Х. (квітень 1982 — 198.3)
13. Нарзуллаєв Нурулло Назарович (198.5 — 1986)
14. Ташкенбаєв Алішер Холмурадович (1986 — 1990)
15. Гатауллін Шаміль (1990 — 1991)

### Голови обласної ради народних депутатів
1. Ядгаров Дамір Саліхович (березень 1990 — січень 1992)

### 1-і секретарі обкому КП Узбекистану
1. Абдурахманов Абдуджабар Абдуджабарович (травень 1938 — липень 1938)
2. Турдиєв Халіл (серпень 1938 — лютий 1939)
3. Мавлянов Абдуразак (лютий 1939 — жовтень 1941)
4. Ісмаїлов (1941 — 194.2)
5. Тургунов Мавлян (194.3 — 194.)
6. Артикбаєв Якубджан (194.5 — січень 1946)
7. Мукумбаєв Карім Карімович (січень 1946 — 1948)
8. Мангутов Нігмат Мухамеджанович (1948 — березень 1951)
9. Алімов Аріф Алімович (березень 1951 — вересень 1952)
10. Таїров Абдулхай (вересень 1952 — 1953)
11. Джурабаєв Мурат Надирович (грудень 1953 — травень 1956)
12. Ризаєв Ахмадалі (1956 — 1962)
13. Матчанов Назар Маткарімович (травень 1962 — березень 1965)
14. Муртазаєв Каюм (березень 1965 — 7 лютого 1977)
15. Карімов Абдувахід Карімович (7 лютого 1977 — 4 січня 1984)
16. Джаббаров Ісмаїл (4 січня 1984 — 22 жовтня 1988)
17. Ядгаров Дамір Саліхович (22 жовтня 1988 — 14 вересня 1991)

### Хокіми (губернатори)
1. Ядгаров Дамір Саліхович (28 січня 1992 — березень 1994)
2. Рахмонов Мавлон Рахімович (18 березня 1994 — 14 грудня 1996)
3. Хусенов Самойдін Косимович (1996 — грудень 2011)
4. Есанов Мухиддін Турдийович (27 грудня 2011 — 16 грудня 2016)
5. Барноєв Уктам Ісайович (16 грудня 2016 — 27 лютого 2020)
6. Камалов Карім Джамалович (29 березня 2020 — 22 серпня 2020)
7. Умаров Фарход Бакоєвич (28 серпня 2020 — 7 листопада 2020)
8. Заріпов Ботір Комілович (7 листопада 2020 —)